# 1145

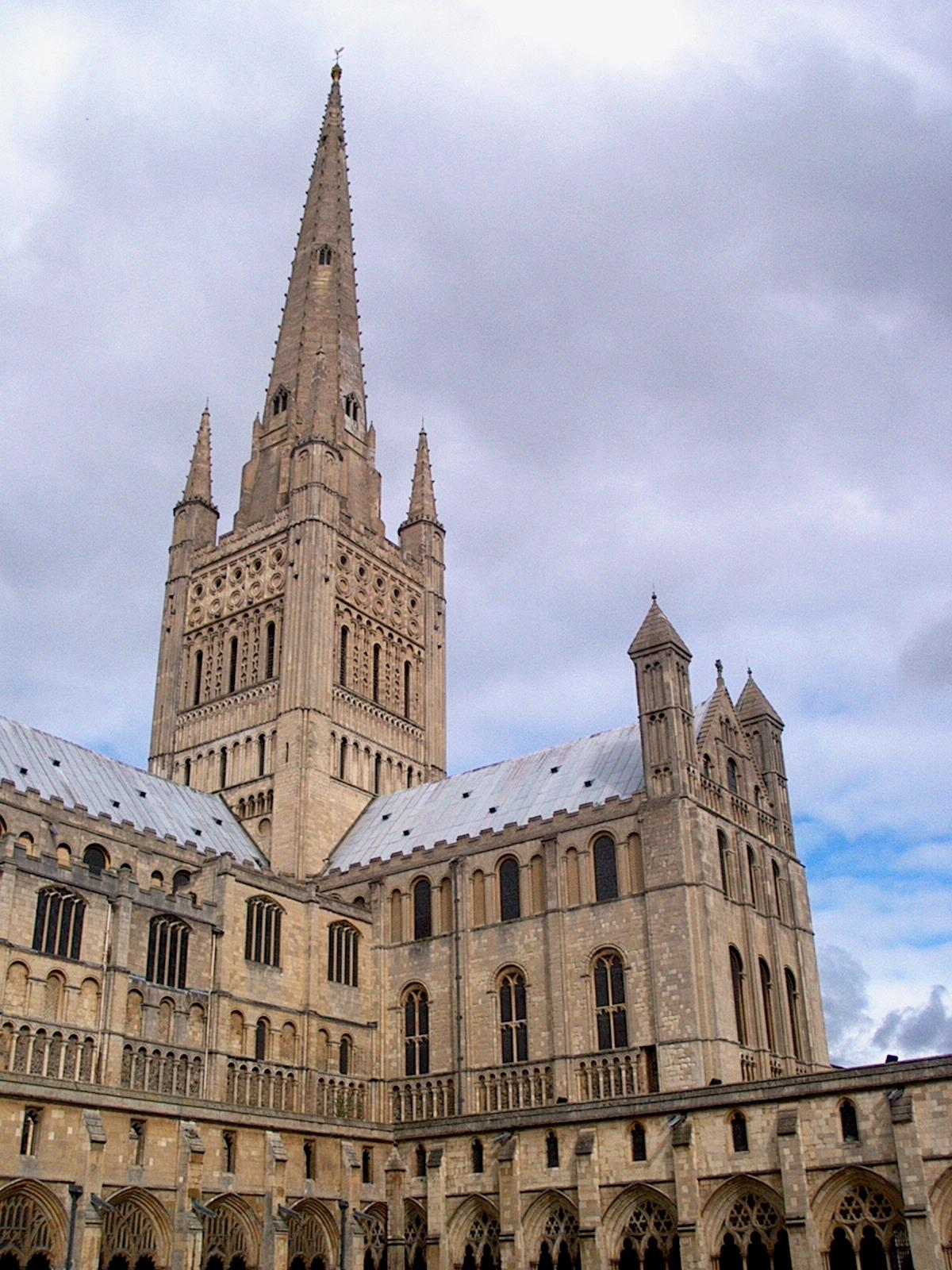
Kathedraal van Norwich

Het jaar 1145 is het 45e jaar in de 12e eeuw volgens de christelijke jaartelling.

## Gebeurtenissen
april
- 7 - In de pauselijke bul Militia Dei krijgt de orde der Tempeliers verdere voorrechten, en worden ze buiten de kerkelijke hiërarchie geplaatst.

oktober
- 18 - Bij besluit van Koenraad, koning van het Duitse Roomse Rijk, wordt Hartbert van Bierum, bisschop van Utrecht, weer in het bezit van de Friese graafschappen Oostergo en Westergo gesteld.
- Op dezelfde dag kent de koning aan de kapittels van de Utrechtse domkerk en Oudmunster het alleenrecht toe in geval van een vacature een nieuwe bisschop te kiezen.

december
- 1 - In reactie op de val van Edessa (zie beleg van Edessa) roept paus Eugenius III in de bul Quantum praedecessores, gericht aan Lodewijk VII van Frankrijk, op tot de Tweede Kruistocht.

zonder datum
- De tempel Angkor Wat wordt voltooid.
- Samguk Sagi, het oudste Koreaanse historische werk, wordt voltooid.
- De kathedraal van Norwich wordt voltooid.
- Begin van de bouw van een nieuwe kathedraal van Rouen. Ook begin van de bouw van een nieuwe kathedraal van Chartres. Door een brand in 1194 is daar echter weinig meer van over.
- Kloosterstichtingen: Weißenau, Wimmertinge
- Bernard van Clairvaux wordt naar Zuid-Frankrijk gestuurd om tegen de katharen te prediken.
- Odo II van Bourgondië trouwt met Maria van Blois.
- Voor het eerst genoemd: Ampass, Attenrode, Imde, Kalmthout, Kampenhout, Meux, Nijlen, Schilde

## Opvolging
- patriarch van Alexandrië (koptisch) - Gabriël II opgevolgd door Michaël V
- Luik (13 mei) - Alberon II van Namen opgevolgd door Hendrik van Leyen
- paus (februari) - Lucius II opgevolgd door Bernardo Pignatelli als Eugenius III

## Geboren
- Adalbert III van Bohemen, aartsbisschop van Salzburg
- Al-Adil I, sultan van Egypte (1200-1218)
- ibn Jubayr, Andalusisch schrijver
- Maria van Antiochië, echtgenote van Manuel I Komnenos
- Maria van Frankrijk, echtgenote van Hendrik I van Champagne
- Roeland II, graaf van Vermandois en Valois
- Amalrik van Lusignan, koning van Cyprus (1194-1205) en echtgenoot van Isabella van Jeruzalem (jaartal bij benadering)
- Frederik IV, Duits prins, hertog van Zwaben (1152-1167) (jaartal bij benadering)
- Margaretha van de Elzas, gravin van Vlaanderen (jaartal bij benadering)
- Maurits I, graaf van Oldenburg (jaartal bij benadering)
- Ruben III, vorst van Armeens Cicilië (1174-1186) (jaartal bij benadering)
- Vladimir, hertog van Moravië-Olomouc (jaartal bij benadering)

## Overleden
- 15 januari - Koenraad Bosinlother, Duits abt (vermoord)
- 15 februari - Lucius II, paus (1144-1145)
- 8 december - Constantijn van Orval, Frans abt
- Godfried III, graaf van Vendôme
- Bernard I, graaf van Comminges (jaartal bij benadering)
- Godfried III, burggraaf van Châteaudun (jaartal bij benadering)